# Periodista

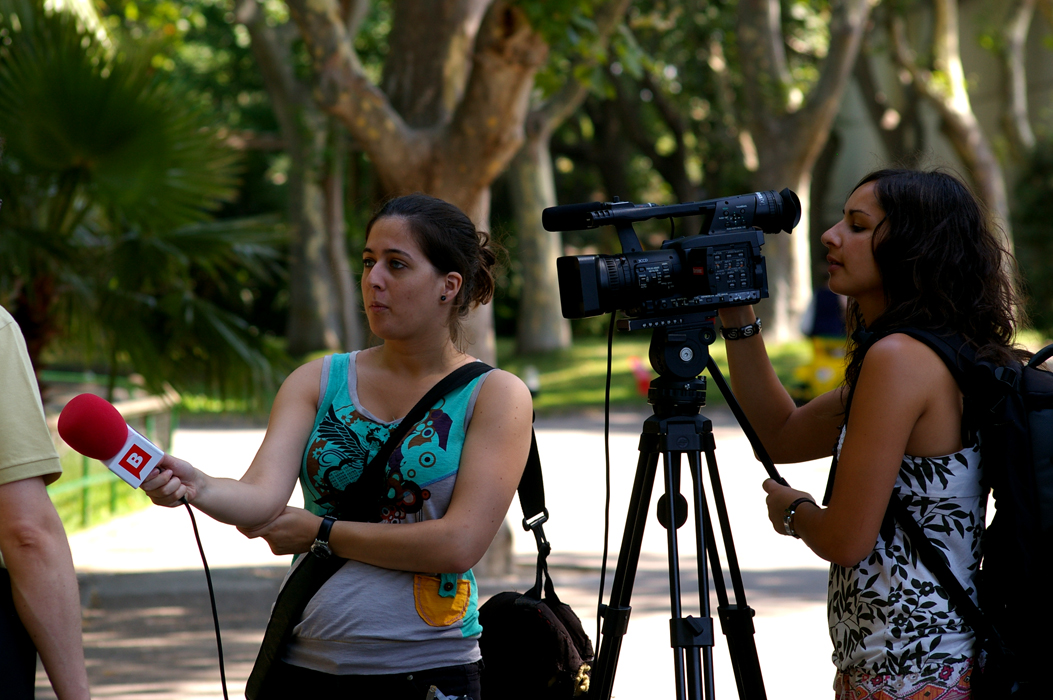
Equip de Barcelona TV.

Un periodista és una persona que es dedica professionalment al periodisme. La seva feina consisteix a recopilar i difondre informació sobre esdeveniments actuals, la gent, les tendències i els problemes.
Els tipus de periodisme poden ser molts: periodisme científic, periodisme digital, premsa salmó, fotoperiodisme, etc. Els fets que un periodista porta al públic són significatius en àmbits com la política, l'economia o la cultura. Això li dona un poder als periodistes (per aquest motiu la professió és sovint descrita com el quart poder, en al·lusió als tres poders constitucionals) en el procés de la formació de l'opinió pública i en la influència que la revelació d'aquests fets pot tenir en les postures d'aquest públic.
Amb la revolució digital sorgiren tres maneres de fer periodisme: el periodisme tradicional, el periodisme participatiu (vist en l'anomenada Web 2.0, on els ciutadans generen els seus propis canals de distribució, com, per exemple, el blog), i el periodisme ciutadà, que és utilitzat pels mitjans tradicionals que demanen de la ciutadania compartir amb els mitjans notícies que ocorren en el seu entorn amb informes d'àudio, fotos o vídeos.

## Orígens

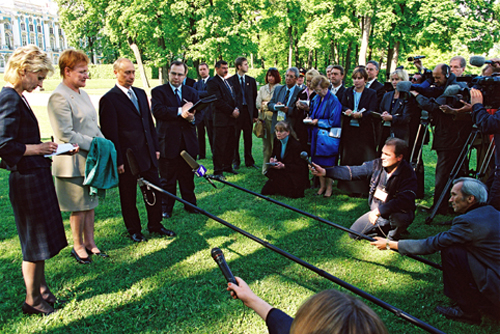
Vladímir Putin i Tarja Halonen amb les periodistes a Tsàrskoie Seló, 2002.

A principis de segle xix, un periodista va ser algú que va escriure en les publicacions, però en l'últim segle s'ha vingut a significar un escriptor per a diaris i revistes també.
Molts a qui les persones consideren periodistes creuen que és intercanviable amb el reporter, sent una persona que recull la informació i crea informes escrits o històries. No obstant això, veure-ho des d'aquest punt de vista és molt limitat, ja que hi ha molts altres tipus de periodistes, incloent els columnistes, caps de redacció, fotògrafs, dissenyadors de redacció, i editor-substitut (britànics) o còpia-editors (nord-americà). Una altra diferència important és que no es consideren periodistes els dissenyadors, escriptors i directors d'art que treballen exclusivament en la publicitat, atès que el material i el contingut són determinats per la persona que compra l'anunci.
Independentment del mitjà, el terme periodista porta una connotació o l'expectativa del professionalisme en l'assenyalament, amb la consideració per la veritat, la imparcialitat, el balanç, la decència i l'ètica, encara que les normes poden variar extensament entre publicacions. Molts periòdics del mercat massiu no fan fingiment en la imparcialitat, encara que en països com el Regne Unit, en general s'adhereixin a un codi de conducta voluntari, amb objectius com ara el manteniment de la veracitat. Alguns editors al·leguen que el biaix i el prejudici és impossible d'evitar, i que és més honest assumir una opinió de redacció assegurant que aquest material és objectivament correcte.

## Alguns tipus de periodistes

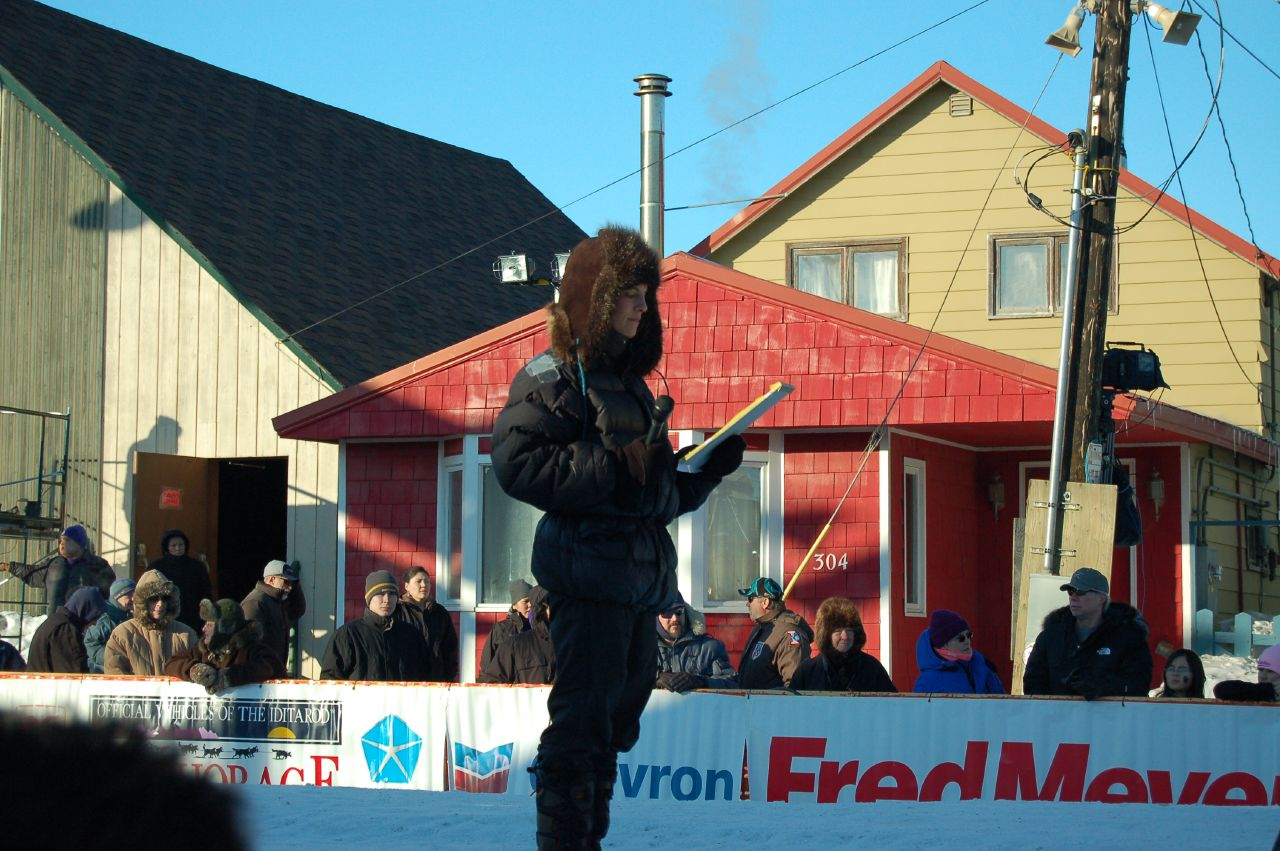
Periodista del canal 2 d'Alaska.

### Periodista ambiental
S'encarrega de temes que es relacionen entre l'home i el seu entorn natural. Comprèn des de la informació referent a l'agrícola, ramader, meteorològic, fins a aspectes socials, econòmics, polítics, del que té a veure amb el medioambiente.Investigación ecològica i difusió per preservar el planeta.

### Ciberperiodista
És aquell el principal mitjà per a la recerca, elaboració i, sobretot, la difusió de la informació és el ciberespai, amb Internet com a principal exponent. La seva funció rau a fer que les informacions complexes siguin simplificades i entendibles dotant-les d'hipervincles i recursos multimèdia per al millor enteniment de l'usuari.

### Periodista científic
És aquell que compleix una relació sistemàtica i professional entre el coneixement científic i la societat, la seva principal meta és fer a la ciència en un saber per al públic en general amb caràcter informatiu i didàctic.

### Periodista cultural
És aquell que s'encarrega de difusió d'esdeveniments i les expressions culturals d'una societat a través dels mitjans massius de comunicació. Al seu torn pretén també informar sobre esdeveniments l'essència siguin les arts, la música i l'artesania.
Encara que és extensa aquesta branca del periodisme a causa del seu ampli terme del que es coneix com a «cultura» és important ressaltar que un periodista cultural és aquell que promou la fusions o renovacions les cultures passades i contemporànies, amb l'única funció de donar a conèixer al seu públic noves manifestacions d'altres llocs.

### Periodista econòmic
És un periodista especialista en l'àrea econòmica, donant a conèixer amb una visió general l'estat econòmic d'un determinat país, l'estat de la inflació, de la moneda davant el dòlar, euro, etc.

### Periodista esportiu
És aquell que té nocions generals d'esports. Recull informació sobre els esdeveniments esportius a nivell local, nacional i internacional mostrant les novetats que es relacionen amb les diferents disciplines esportives.

## Riscos
Ser periodista pot ser una professió arriscada en alguns països, ja que els periodistes descobreixen veritats incòmodes per a alguns sectors o grups de poder.

### Periodistes empresonats
Segons el 2010 prison census del Committee to Protect Journalists, al llarg del 2010 van ser empresonats 145 periodistes arreu del món, una xifra rècord des de l'any 2000. Els països amb més periodistes a les seves presons són:
1. República Popular de la Xina (34)
2. Iran (34)
3. Eritrea (17)
4. Myanmar (13)
5. Uzbekistan (6)

Reporters Sense Fronteres i Committee to Protect Journalists publiquen informes sobre la llibertat de premsa i n'organitzen campanyes.
Segons Reporters Sense Fronteres, el 2013 va haver-hi 87 periodistes en actiu segrestats.